# Maasverdrag
Het Maasverdrag of de Maasverdragen zijn de overeenkomsten gesloten tussen Frankrijk, Luxemburg,  Duitsland, Nederland en België, alsmede de drie Belgische gewesten, met betrekking tot het stroomgebied van de Maas.
Het eerste Maasverdrag is gesloten op 26 april 1994 in Charleville-Mézières.  Dit gaf aanleiding tot de oprichting van de Internationale Maascommissie.
Op 3 december 2002 ondertekenden deze partijen in Gent een nieuw Maasverdrag, dat het verdrag uit 1994 heeft vervangen. Dit verdrag is op 1 december 2006 in werking getreden. Het nieuwe verdrag is er gekomen om uitvoering te geven aan de Europese "Kaderrichtlijn Water" (Richtlijn 2000/60/EG van het Europees Parlement en de Raad van 23 oktober 2000 tot vaststelling van een kader voor communautaire maatregelen betreffende het waterbeleid) en streeft naar een duurzaam en integraal waterbeheer voor het internationale stroomgebied van de Maas.